# ボンバーマン 勇気をありがとう 私が耳になる
『ボンバーマン 勇気をありがとう 私が耳になる』（ボンバーマン ゆうきをありがとう わたしがみみになる）は、1995年6月9日公開のボンバーマンシリーズを題材とした福祉アニメである。

## 概要
実話を元にしたアニメーション作品であり、聾唖者の両親を持つ姉妹（姉はサインシンガーソングライターとして活動中の渡辺りえこ）が、阪神大震災で被災し避難所生活を送る中、両親を助けつつ避難所の子供たちのためにボンバーマンを描き明るい声を取り戻そうと頑張る姿を描く。ボンバーマンシリーズのアニメ作品としては本作が初となる。
ボンバーマンに関する登場キャラクターは『スーパーボンバーマン3』をベースとしており、楽曲に関しても『SUPER BOMBERMAN 3 Original Sound Track』のものが使用されている。

## キャスト
- 杉山佳寿子
- ひと美
- 高木礼子
- 吉沢佐衣子
- 住友七絵
- 石井直子
- 山野井仁
- 室園丈裕
- 石川英郎（キャストクレジットでは『石川英夫』と誤記）
- 一条和矢（キャストクレジットでは『一条和夫』と誤記）
- 棚田恵美子（キャストクレジットでは『棚田美恵子』と誤記）

## スタッフ
- 企画 - 北野輝樹
- ボンバーマン監修 - 藤原茂樹
- ボンバーマンキャラクターデザイン - 水野祥司
- ボンバーマン作画監督 - 新城誠
- ボンバーマン原画 - 前田実
- 作画監督 - 石丸賢一
- 原画 - 宇津木勇、土屋幹夫、小山賢、田野光男
- 動画・仕上 - スタジオボギー、星山企画
- 特殊効果 - 菅原利香
- 手話指導 - 鈴木セツ子
- 美術監督 - 宮前光春
- 背景 - 獏プロダクション、小杉光芳、中野一郎、本田修
- 撮影監督 - 森口洋輔
- 音響制作 - クルーズ
- 音響監督 - 千葉耕市
- 音響スタジオ - 整音スタジオ
- 絵コンテ - 野間吐晶
- 演出 - 鹿島典夫
- 制作 - スタジオボギー
- 制作協力 - アウベック
- 著作・制作協力 - ハドソン
- 制作・配給 - 三共教育映画社
- VHS販売 - 松竹ホームビデオ